# Danuta Manowiecka
Danuta Krystyna Manowiecka (* 31. Oktober 1953) ist eine ehemalige polnische Leichtathletin, die sich auf den Sprint spezialisiert hat.

## Sportliche Laufbahn
Danuta Manowiecka trat nur bei einer internationalen Meisterschaft, den Leichtathletik-Halleneuropameisterschaften 1973 in Rotterdam an und gewann dort mit der 4-mal-360-Meter-Staffel in 3:11,65 min gemeinsam mit Marta Skrzypińska, Krystyna Kacperczyk und Danuta Piecyk die Bronzemedaille hinter den Teams aus der Bundesrepublik Deutschland und Frankreich. 
In den Jahren 1973 und 1975 wurde Manowiecka polnische Meisterin in der 4-mal-400-Meter-Staffel.